# Algenhaus
Koordinaten: 53° 29′ 48,7″ N, 10° 0′ 4,9″ O
Das Algenhaus (auch BIQ genannt) ist ein Demonstrationsprojekt der IBA Hamburg.

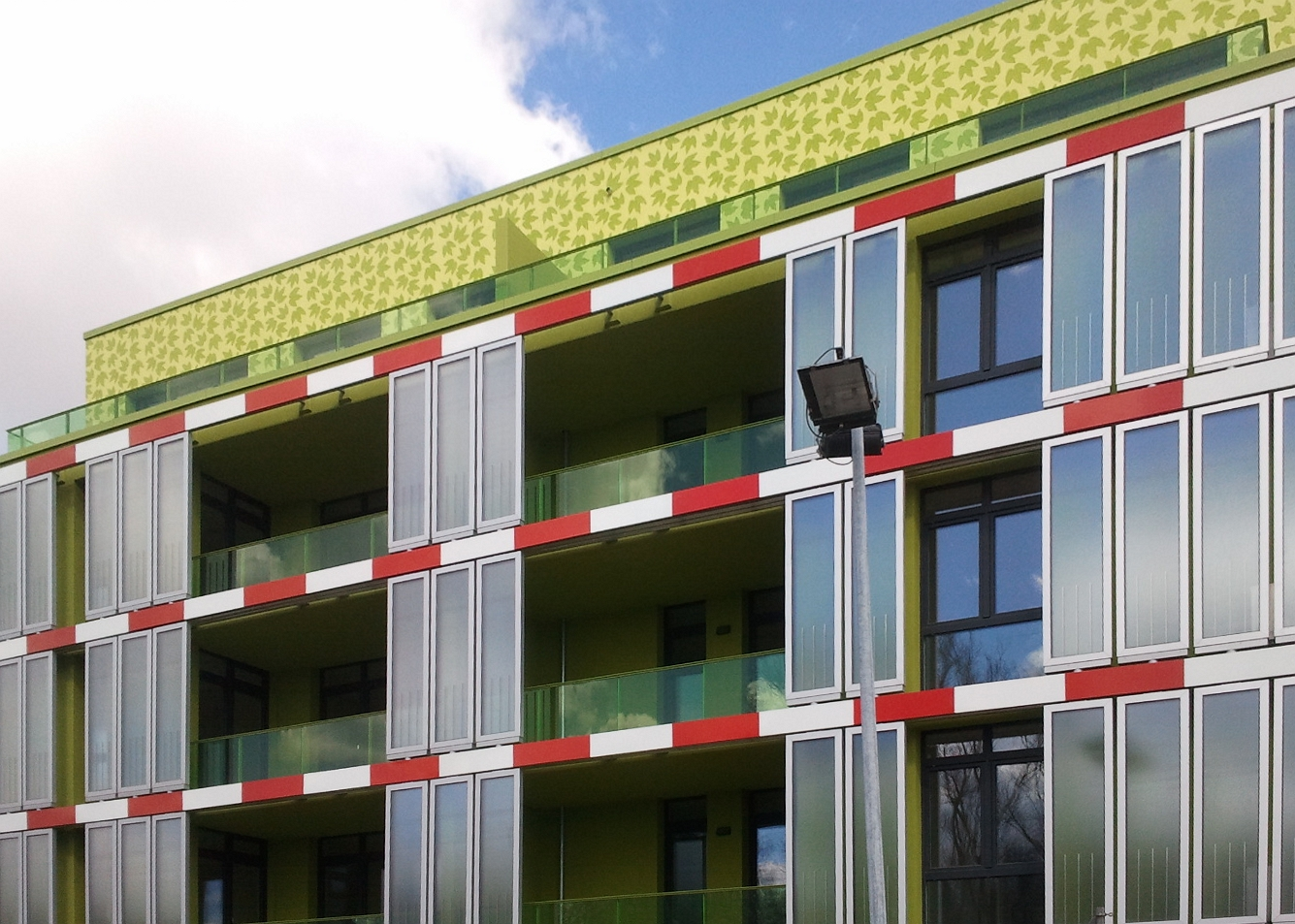
Photobioreaktor-Fassade des Algenhauses in Hamburg

Es gehört zu den sogenannten „Smart Material Houses“, die im Rahmen der IBA anhand von Praxisbeispielen die Möglichkeiten anpassungsfähiger Baukonstruktionen und intelligenter haustechnischer Konzepte verdeutlichen sollen. Neben dem Algenhaus zählen auch das Soft House, der Woodcube, und das Haus „Smart ist grün“ zu den Smart Material Houses der IBA.
Das kubische, fünfgeschossige Algenhaus zählt zu den Passivhäusern und wurde nach einem Entwurf von Splitterwerk Architekten aus Graz gestaltet. Besonderheit sind die zwei unterschiedlich gestalteten Südwest- und Südostfassaden, in deren Glaspaneele Mikroalgen wachsen. Diese weltweit erstmals in eine Fassade integrierten Photobioreaktoren erzeugen durch Photosynthese Biomasse, die die Beheizung des Gebäudes unterstützen soll, und leisten überdies einen Beitrag zur Lichtsteuerung und Beschattung des Gebäudes. Durch das regelmäßige Wachstum der Algen ist die Biomasse in ständiger Bewegung und die Fassade verändert ihre Farbe.

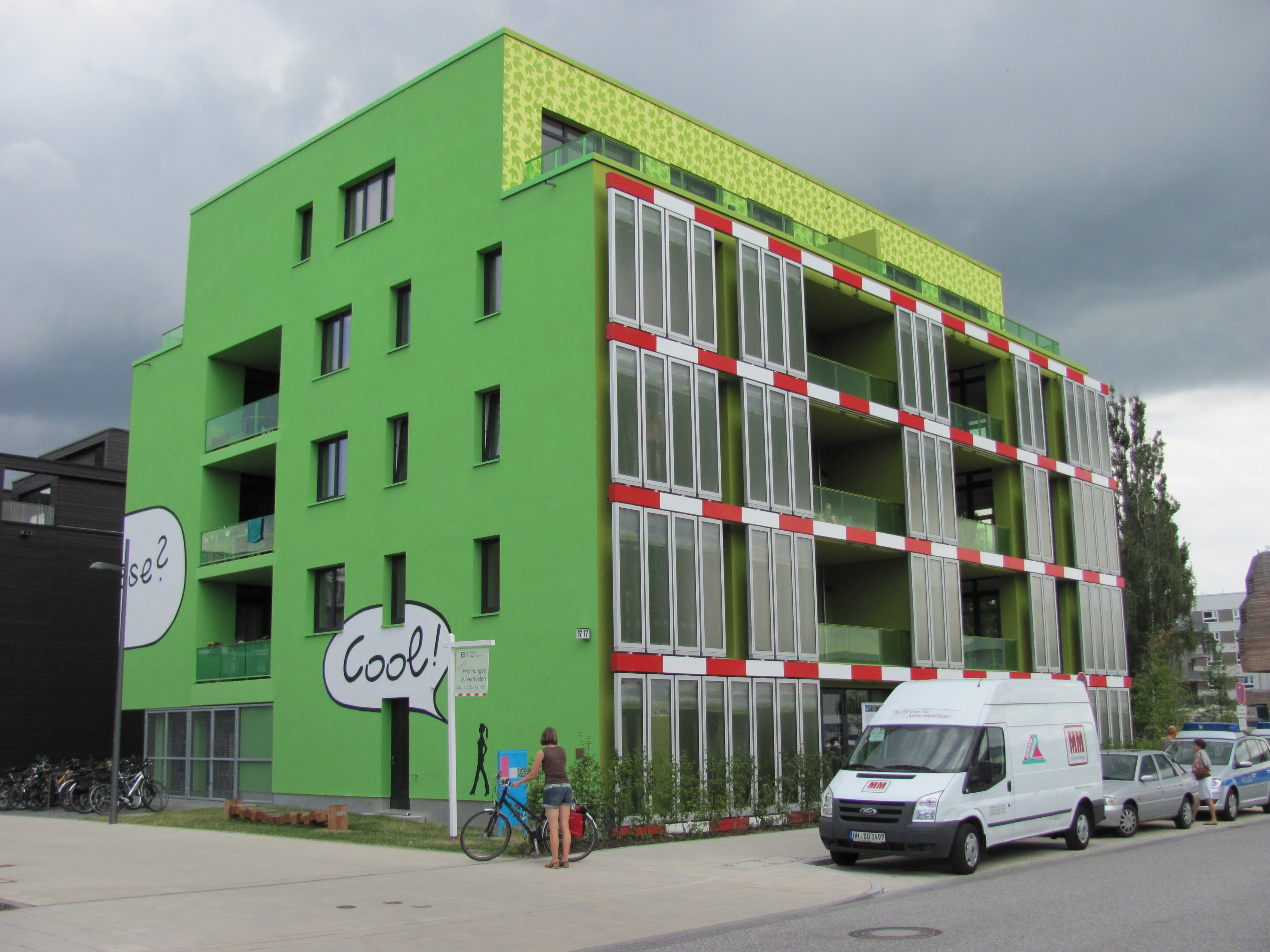
Ansicht mit verglaster Südwest-Fassade und konventionell verputzter Nordwest-Fassade.

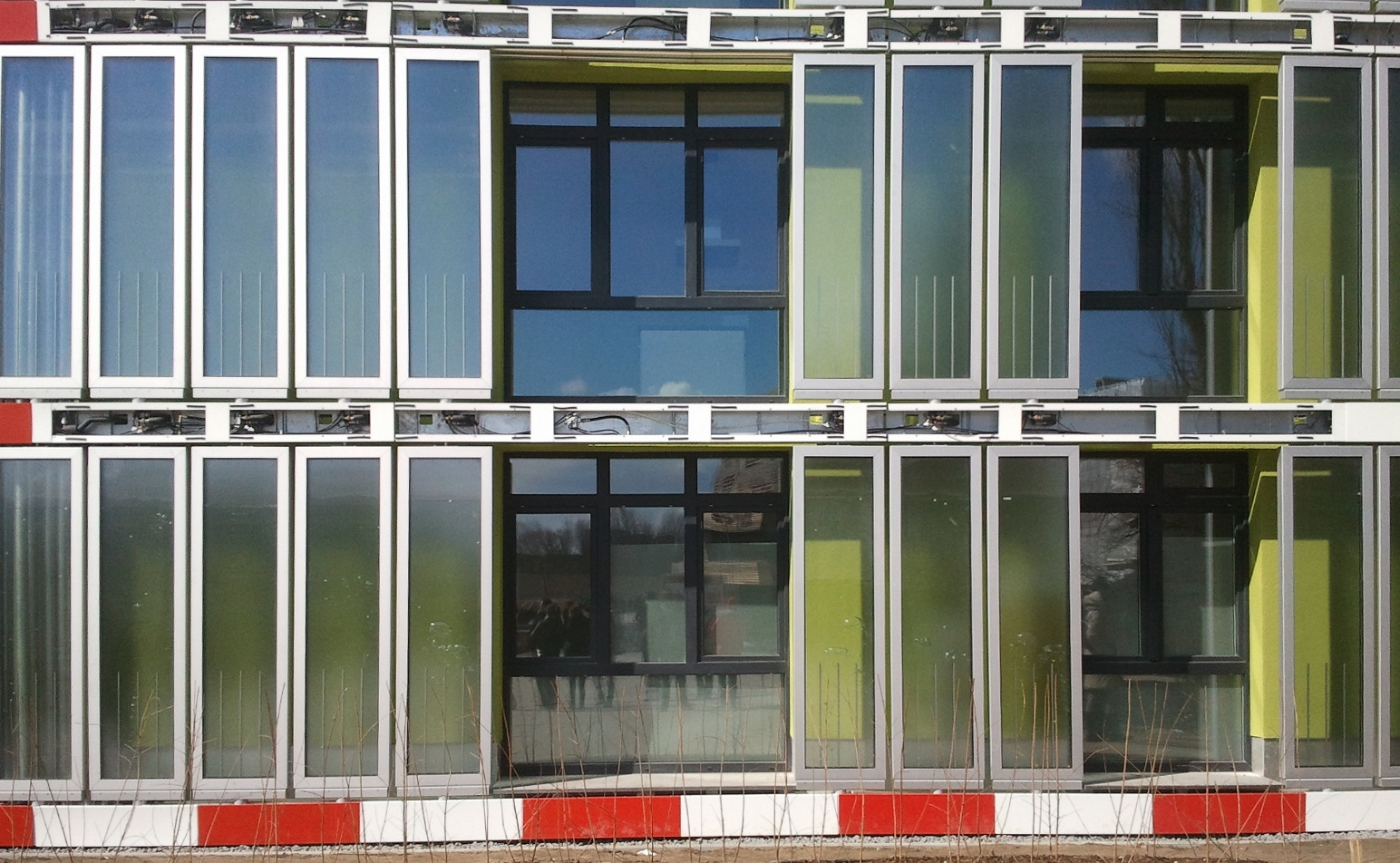
Algenhaus Photobioreaktoren im Detail